# Sonata da camera
Une sonata da camera (sonate de chambre) est une œuvre instrumentale, comportant trois ou quatre mouvements - voire plus, en usage aux XVIIe et XVIIIe siècles. C'est l'une des formes importantes de la période dite « baroque » de la musique. Son nom la distingue de la sonata da chiesa (sonate d'église) : leurs caractères musicaux respectifs les destinaient à une exécution dans des lieux et pour des circonstances différentes, même si les formes présentent des similitudes certaines.
La sonata da camera est en fait une suite sous la forme de sonate en trio, les différents mouvements portant généralement les noms italiens de allemanda, corrente, sarabanda et giga.
Un des principaux compositeurs de sonata da camera est Arcangelo Corelli, car c'est lui qui donne définitivement la forme. Parmi ses œuvres de cette forme figurent les six dernières sonates de l'opus 5. Le genre a été aussi illustré par Antonio Vivaldi (opus 1, 2 et 5).